# The Tree of Life
The Tree of Life är en amerikansk konstfilm från 2011 regisserad av Terrence Malick, med bland annat Brad Pitt i huvudrollen. Filmen hade premiär på Filmfestivalen i Cannes i 16 maj 2011, i Sverige 27 maj 2011 och i USA 8 juli 2011.

## Handling
Jack växer upp som en av tre bröder i en familj i Mellanvästern. Modern är en känslig kvinna som står för kärlek och empati. Fadern, å andra sidan, försöker lära sina söner att i första hand tänka på sig själva. Föräldrarna kämpar för sina olika åsikter, och Jack står mitt emellan dem.

## Medverkande
- Brad Pitt – Mr. O'Brien
- Sean Penn – Jack
- Jessica Chastain – Mrs. O'Brien
- Hunter McCracken – Young Jack
- Laramie Eppler – R.L.
- Tye Sheridan – Steve
- Kari Matchett – Jack's Ex
- Joanna Going – Jack's Wife
- Kimberly Whalen – Mrs. Brown
- Jackson Hurst – Uncle Roy
- Fiona Shaw – Grandmother
- Crystal Mantecon – Elisa
- Tamara Jolaine – Mrs. Stone
- Dustin Allen – George Walsh
- Carlotta Maggiorana - Susy

## Mottagande
The Tree of Life vann Guldpalmen på Filmfestivalen i Cannes 2011.